# Skispringen in Bulgarien
Die Bulgarische Skisprungnationalmannschaft vertritt Bulgarien im Skispringen und schnitt in dieser Sportart bei Wettbewerben teilweise erfolgreich ab.

## Geschichte

### Erste Jahre im Weltcup (1979–1987)
Beim Auftaktspringen der Vierschanzentournee 1979/80 nahmen erstmals bulgarische Skispringer am Weltcup teil. Valentin Boischov wurde 83., Angel Stojanow 95., Peter Dimitrov 99. und Wladimir Brejtschew 102.
Nach vielen weiteren internationalen Teilnahmen von bulgarischen Skispringern erzielte Wladimir Brejtschew am 14. Januar 1984 in Harrachov als 13. drei Weltcuppunkte. Allerdings nahmen an diesem Springen auch nur 15 Springer teil. Mit diesen drei Punkten belegte er am Ende den 69. Platz der Gesamtwertung. Für Bulgarien wurde es der 16. Platz in der Nationenwertung.

### Erfolge (1987–1992)
Erst in der Saison 1987/88 erzielte Bulgarien wieder Weltcuppunkte, erneut durch Wladimir Brejtschew. Mit zwei Punkten belegte er den 71. Platz der Gesamtwertung. Auch in der nächsten Saison konnte nur Brejtschew Weltcuppunkte erringen. Die Saison 1989/90 wurde für über 20 Jahre die erfolgreichste Saison Bulgariens: Brejtschew holte 23 Weltcuppunkte und belegte den 34. Platz der Weltcup-Gesamtwertung. Auch Sachari Sotirow erzielte sechs Punkte und belegte am Ende den 48. Platz. Anfang 1992 in Predazzo war Bulgarien auch bei einem Teamwettbewerb am Start, wurde jedoch nur 13. und damit Letzter. Nach dieser Saison beendeten Brejtschew und Sotirow ihre Karrieren.

### Völlige Versenkung (1992–2007)
Zwischen 1992 und 2007 verschwand die bulgarische Skisprungnationalmannschaft völlig in der Versenkung.

### Erfolge von Wladimir Sografski (seit 2007)
Erst im Dezember 2008 schaffte in Pragelato mit Wladimir Sografski wieder ein Bulgare die Qualifikation für ein Weltcupspringen und belegte den 43. Platz. In Klingenthal gelang ihm erneut die Qualifikation für ein Weltcupspringen. Im Sommer 2009 konnte Sografski sich für drei Springen qualifizieren, blieb jedoch ohne Punkte. Auch im darauffolgenden Winter gelang ihm mehrmals die Qualifikation, aber auch hier konnte er den zweiten Durchgang nicht erreichen. Erstmals sprang in diesem Winter Bogomil Pawlow im Weltcup, dabei verpasste er jedoch immer die Qualifikation.
Im Sommer 2010 schaffte Sografski den Durchbruch. Bei drei Grand-Prix-Springen, bei denen er am Start war, erreichte er immer im zweiten Durchgang und belegte in Courchevel sensationell den fünften Rang. Am Ende belegte Sografski mit 61 Punkten den 33. Platz der Gesamtwertung. Im Continental Cup gelangen ihm in Almaty zwei zweite Plätze. Am Ende reichte dies für einen fünften Platz in der COC-Sommerwertung. Im Winter 2010/11 holte Sografski seine ersten Weltcuppunkte. Bei den Juniorenweltmeisterschaften 2011 in Otepää gewann Sografski die Goldmedaille. Bogomil Pawlow wurde 22. und Dejan Funtarow 45.
Bulgariens Trainer war ab 2007 der Deutsche Joachim Winterlich, der jedoch 2017 vom Slowenen Matjaž Zupan abgelöst wurde. Als Co-Trainer fungiert Wladimir Sografskis Vater Emil.

## Statistik

### Platzierungen in der Nationenwertung

#### Weltcup
| Saison  | Platz | Punkte |
| ------- | ----- | ------ |
| 1983/84 | 16.   | 003    |
| 1987/88 | 17.   | 002    |
| 1988/89 | 16.   | 002    |
| 1989/90 | 14.   | 029    |
| 1991/92 | 16.   | 008    |
| 2010/11 | 13.   | 038    |
| 2011/12 | 12.   | 061    |
| 2012/13 | 12.   | 183    |
| 2014/15 | 13.   | 011    |
| 2015/16 | 15.   | 006    |
| 2017/18 | 13.   | 015    |
| 2018/19 | 11.   | 134    |
| 2019/20 | 11.   | 048    |
| 2020/21 | 13.   | 019    |
| 2021/22 | 14.   | 035    |
| 2022/23 | 13.   | 063    |
| 2023/24 | 13.   | 093    |
| 2024/25 | 12.   | 165    |

#### Grand Prix
| Saison | Platz | Punkte |
| ------ | ----- | ------ |
| 2010   | 13.   | 061    |
| 2011   | 09.   | 205    |
| 2012   | 14.   | 134    |
| 2013   | 17.   | 001    |
| 2015   | 14.   | 015    |
| 2018   | 11.   | 088    |
| 2020   | 08.   | 009    |
| 2021   | 10.   | 132    |
| 2022   | 10.   | 110    |
| 2023   | 07.   | 604    |
| 2024   | 16.   | 011    |

### Liste der Springer mit Weltcuppunkten
Diese Liste enthält alle bulgarischen Springer in alphabetischer Reihenfolge, die Weltcuppunkte holen konnten. Darüber hinaus werden die erste und die letzte Saison, in der die Sportler Weltcuppunkte erzielten, sowie die Anzahl ihrer Weltcupsiege aufgeführt. Die noch aktiven Athleten sind fett markiert.
| Name                | Erste Saison | Letzte Saison | Weltcupsiege |
| ------------------- | ------------ | ------------- | ------------ |
| Wladimir Brejtschew | 1983/84      | 1989/90       | 0            |
| Wladimir Sografski  | 2010/11      |               | 0            |
| Sachari Sotirow     | 1989/90      | 1989/90       | 0            |

### Liste der Springer mit Grand-Prix-Punkten
Diese Liste enthält alle bulgarischen Springer in alphabetischer Reihenfolge, die Grand-Prix-Punkte holen konnten. Darüber hinaus werden die erste und die letzte Saison, in der die Sportler Grand-Prix-Punkte erzielten, sowie die Anzahl ihrer Grand-Prix-Siege aufgeführt. Die noch aktiven Athleten sind fett markiert.
| Name               | Erste Saison | Letzte Saison | Grand-Prix-Siege |
| ------------------ | ------------ | ------------- | ---------------- |
| Wladimir Sografski | 2010         |               | 3                |

## Kader

### 2011/12
| Name               |
| ------------------ |
| Dejan Funtarow     |
| Daniel Simow       |
| Wladimir Sografski |

| Name                    |
| ----------------------- |
| Kalojan Christow        |
| Wiktor Christow         |
| Ewelin Mitew            |
| Marian Nikolow          |
| Krassimir Simitschijski |
| Martin Sografski        |

| Name               | Funktion      |
| ------------------ | ------------- |
| Joachim Winterlich | Cheftrainer   |
| Emil Sografski     | Co-Trainer    |
| Zdrawko Zdrawkow   | Sportdirektor |
| Kerst Rölz         | Service       |

| Name               | Funktion |
| ------------------ | -------- |
| Nikola Chalenbakow | Trainer  |
| Metodi Sawtschow   | Trainer  |

### 2010/11
| Name               |
| ------------------ |
| Bogomil Pawlow     |
| Dejan Funtarow     |
| Wladimir Sografski |

| Name             |
| ---------------- |
| Daniel Simow     |
| Martin Sografski |
| Ewelin Mitew     |
| Wiktor Christow  |
| Kalojan Christow |

| \| Name \| Funktion \| \| ------------------ \| ------------- \| \| Joachim Winterlich \| Cheftrainer \| \| Emil Sografski \| Co-Trainer \| \| Zdrawko Zdrawkow \| Sportdirektor \| \| Kerst Rölz \| Service \| |               |
| Name | Funktion      |
| Joachim Winterlich | Cheftrainer   |
| Emil Sografski | Co-Trainer    |
| Zdrawko Zdrawkow | Sportdirektor |
| Kerst Rölz | Service       |

### 2009/10
| Name               |
| ------------------ |
| Petar Fartunov     |
| Bogomil Pawlow     |
| Wladimir Sografski |

| Name           |
| -------------- |
| Dejan Funtarow |
| Daniel Simow   |

| \| Name \| Funktion \| \| ------------------ \| ------------- \| \| Joachim Winterlich \| Cheftrainer \| \| Emil Sografski \| Co-Trainer \| \| Zdrawko Zdrawkow \| Sportdirektor \| |               |
| Name | Funktion      |
| Joachim Winterlich | Cheftrainer   |
| Emil Sografski | Co-Trainer    |
| Zdrawko Zdrawkow | Sportdirektor |

### 2008/09
| \| Name \| \| ------------------ \| \| Petar Fartunov \| \| Wladimir Sografski \| |
| Name                                                                              |
| Petar Fartunov                                                                    |
| Wladimir Sografski                                                                |

| \| Name \| Funktion \| \| ------------------ \| ------------- \| \| Joachim Winterlich \| Cheftrainer \| \| Nikola Halenbakov \| Co-Trainer \| \| Zdrawko Zdrawkow \| Sportdirektor \| |               |
| Name | Funktion      |
| Joachim Winterlich | Cheftrainer   |
| Nikola Halenbakov | Co-Trainer    |
| Zdrawko Zdrawkow | Sportdirektor |

### 2007/08
| \| Name \| \| ------------------ \| \| Petar Fartunov \| \| Bogomil Pawlow \| \| Wladimir Sografski \| |
| Name                                                                                                   |
| Petar Fartunov                                                                                         |
| Bogomil Pawlow                                                                                         |
| Wladimir Sografski                                                                                     |

| \| Name \| Funktion \| \| ------------------ \| ------------- \| \| Joachim Winterlich \| Cheftrainer \| \| Nikola Halenbakov \| Co-Trainer \| \| Zdrawko Zdrawkow \| Sportdirektor \| |               |
| Name | Funktion      |
| Joachim Winterlich | Cheftrainer   |
| Nikola Halenbakov | Co-Trainer    |
| Zdrawko Zdrawkow | Sportdirektor |